# Narcís Saderra i Vilallonga
Narcís Saderra i Vilallonga fou un compositor i organista de música religiosa. Va tocar l'orgue a la col·legiata de Sant Feliu (Girona) aproximadament durant 58 anys. Aquest orgue va ser construït pel fra Antoni Llorens al segle xvii.

## Obres
- Rosari per a 3 veus i Acompanyament[2]